# Скаручна
Скаручна (словен. Skaručna) — поселення в общині Водиці, Осреднєсловенський регіон, Словенія. 
Висота над рівнем моря: 326,36 м.